# Western (Zambia)
Western Province eller Vestprovinsen er en af de 10 provinser i Zambia og omfatter det meste af det område der tidligere var kendt som Barotseland. Hovedstaden er Mongu, og sammen med nabobyen Limulunga behandles Mongu som hovedstaden i Barotseland.

## Geografi
Provinsens geografi er domineret af Barotseflodsletten med floden Zambezi, der strækker sig fra sammenløbet med Lungwebungu og Kabomposved den nordlige grænse af provinsen, til et punkt under Senanga og derover Ngonye Falls i syd. Denne flodslette er oversvømmet fra december til juni og får vand fra andre floder med deres egne flodsletter og tjener som et stort reservoir, der gemmer vandet i Zambezi. Den sæsonbestemte oversvømmelse er meget vigtig for landbruget i provinsen, idet den sørger for naturlig kunstvanding til græsarealerne, som enorme kvægbesætninger er afhængige af, og bringer vand til bosættelserne langs kanten af sletten. Væk fra Zambezi og dens bifloder er meget af landskabet en let bølgende række fossile sandklitter fra en tidligere forlængelse af Kalahari-ørkenen med talrige laguner, pander og sæsonbestemte sumpe i fordybninger mellem klitterne. Tørre græssletter, teak-skov, miomboskove og pletter af stedsegrøn Cryptosepalumskov dækker landet.

### Nationalparker og naturområder
- Zambezi River og dens flodslette
- Liuwa Plain nationalpark
- Sioma Ngwezi nationalpark
- West Zambezi vildreservat

## Økonomi
Kvæg er grundpillen i provinsens traditionelle økonomi og sælges i befolkningscentrene længere mod øst, når der kræves penge til kontante varer eller skole- eller lægeudgifter. Der dyrkes især majs, ris, hirse og grøntsager på de frugtbare Barotseflodsletter og langs kanten af flodsletten.
Provinsen har et stort skovområde med et stort potentiale for tømmerskæring og anden industri basseret på træ. De lokale udnytter tømmeret i lille skala til udskårne figurer og kanofremstilling.
Det samlede areal af afgrøder plantet i 2014 i provinsen var 112.153,47 hektar, hvilket udgjorde 5,91% af det samlede areal, der blev dyrket i Zambia. Nettoproduktionen var på 103.127 tons, hvilket udgjorde 2,53% af den samlede landbrugsproduktion i landet. Ris var den største afgrøde i provinsen med 20.862 tons, hvilket udgjorde 42,03% af den nationale produktion.